# James McCracken
James McCracken (Gary, 16 de dezembro de 1926 - 29 de abril de 1988) foi um tenor estadunidense. Na época de sua morte, The New York Times o descreveu como "o tenor dramático de maior sucesso já nascido nos Estados Unidos e o pilar do Metropolitan Opera durante as décadas de 1960 e 1970".

## Biografia
McCracken nasceu em Gary, Indiana. Sua primeira experiência musical foi cantando em um coral de crianças da igreja. Enquanto ele estava na Segunda Guerra Mundial, atuando junto com a Marinha dos Estados Unidos, também cantou no Blue Jacket Choir. Estudou música na Universidade de Columbia e com Elsa Seyfert em Konstanz, Alemanha.
McCracken fez sua estreia profissional operística em 1952 com a Central City Opera como Rodolfo na ópera La Bohème (Giacomo Puccini). Ele cantou em papéis menores no Metropolitan Opera de 1953 até 1957, enquanto continuava a estudar. Em 1957 mudou-se para a Europa e fez sua estreia na Ópera Estatal de Viena. Fez grande sucesso com a Ópera de Zurique. Começando em 1963, tornou-se um dos principais tenores dramáticos do Metropolitan Opera de Nova Iorque, cantando nas produções de Otello (1963 e 1972), Carmen (1972), Aida (1976), Le Prophète (1977) e Tannhäuser (1978).
McCracken fez inúmeras gravações, incluindo: Le Prophète (com Marilyn Horne e Renata Scotto, em 1976), Carmen (conduzido por Leonard Bernstein em 1972), Fidelio (com Birgit Nilsson em 1964), Otello (com Gwyneth Jones em 1968) e Pagliacci (1967).
Casou-se com a mezzo-soprano Sandra Warfield, com quem apresentou a obra Samson et Dalila de Saint-Saëns. Retornou para o Met apenas algumas semanas antes de sua morte, aos sessenta e um anos de idade.